# Austertana
Austertana (płn-saam. Juovlavuotna) – wieś w Norwegii w gminie Deatnu/Tana w okręgu Finnmark. Jest położona nad brzegiem Tanafjordu, w jego południowej części, na wschód od ujścia Tany.
We wsi znajduje się jedna z największych na świecie odkrywek kwarcytu.